# Познанский, Игнатий Николаевич
Игнатий Николаевич Познанский (28 марта [9 апреля] 1835 — 1897) — русский жандармский генерал.

## Биография
Получил образование в Школе гвардейских подпрапорщиков и кавалерийских юнкеров и в Николаевской академии Генерального штаба.
В службу вступил прапорщиком 13 августа 1853. Участвовал в кампаниях 1853—1856 годов. Поручик (7.04.1857).
Дивизионный квартирмейстер 2-й легкой кавалерийской дивизии (5.03—7.05.1859).
Дивизионный квартирмейстер сводной кирасирской дивизии (7.05.1859—13.06.1860). Штабс-капитан Генерального штаба (1.01.1860).
Дивизионный квартирмейстер 10-й пехотной дивизии (13.06.1860—22.01.1864). Капитан (30.08.1860), подполковник (6.12.1863). Участвовал в кампаниях 1863—1864 годов.
Начальник штаба 10-й пехотной дивизии (22.01—24.08.1864).
Начальник штаба 12-й пехотной дивизии (24.08.1864—10.03.1869). Полковник (16.04.1867).
В отставке (10.03.1869—26.02.1872).
По возвращении на службу переведен в Отдельный корпус жандармов.
Начальник Санкт-Петербургского жандармского управления железной дороги (8.03.1872—6.04.1882).
Начальник Нижегородского губернского жандармского управления (6.04.1882—10.04.1895). Генерал-майор (8.04.1884).
Начальник Сибирского жандармского округа (10.04.1895—1897). Генерал-лейтенант (14.05.1896).

## Награды
- Орден Святой Анны 3-й ст. (1861)
- Орден Святого Владимира 4-й ст. с мечами и бантом (1864)
- Орден Святого Станислава 2-й ст. с мечами (1864)
- Императорская корона к ордену Святого Станислава 2-й ст. (1866)
- Орден Святой Анны 2-й ст. (1873)
- Орден Святого Владимира 3-й ст. (1878)
- Орден Святого Станислава 1-й ст. (1888)
- Орден Святой Анны 1-й ст. (1892)

Иностранные:
- Командорский крест австрийского ордена Франца Иосифа 2-й ст. (1874)
- Командорский знак 2-го класса шведского ордена Вазы (1877)
- Персидский орден Льва и Солнца 3-й ст. (1878)

## Дело Маргариты Жюжан
В период работы полковника Познанского в Петербурге в его семье произошло несчастье. 18 апреля 1878 его старший сын 17-летний студент Николай скончался от отравления морфием. Дело не было до конца расследовано, по наиболее вероятной версии имело место самоубийство, а морфий был взят Николаем из спальни отца. Полковник и его жена обвинили в убийстве гувернантку сына француженку Маргариту Жюжан и давали в суде ложные показания. Дело Маргариты Жюжан имело значительный резонанс, за ним, по словам А. Ф. Кони, оставившем об этом процессее воспоминания, следили не только в России, но и во Франции. Доказать вину гувернантки не удалось, и суд присяжных ее оправдал, при этом стало известно, что полковник Познанский был морфинистом. Это не помешало его служебной карьере, поскольку до начала XX века медицина и общественное мнение отказывались признавать проблему наркомании у представителей белой расы.

## Короленко и Горький
В бытность начальником Нижегородского ГЖУ Познанский по долгу службы общался с неблагонадежными журналистами и писателями, в том числе с Владимиром Короленко и Максимом Горьким. Короленко прямо называл Познанского «генералом-морфинистом». Со временем он стал относиться к генералу с большим пониманием. В четвертом письме из Полтавы Короленко вспоминает:

Когда-то давно, еще в 90-х годах прошлого столетия, когда я жил в Нижнем Новгороде, у меня был произведен обыск. Никакого резонного повода для него, очевидно, не было, и я к этому давно привык. Но все-таки обыск в квартире, произведенный в присутствии понятых и привлекший внимание соседей, - казалось мне, должен иметь какое-нибудь более или менее резонное объяснение. Я пошел объясняться с жандармским генералом Познанским.
На мой негодующий вопрос генерал, по-видимому все-таки несколько сконфуженный, попросил меня пройти в соседнюю комнату и указал на средних размеров сундучок, плотно набитый бумагами.
— Знаете, что это такое? - спросил он. - Это все доносы, - анонимные и неанонимные. И доносы эти не от наших официальных агентов, а... от обывателей-добровольцев...
— Охота же вам обращать внимание на это негодяйство... и срамиться.
Он пожал плечами.

— Большую часть мы и оставляем без внимания. Но всего оставлять без внимания нельзя. Доносчики доносят и на меня высшему начальству. И порой у меня запрашивают: почему не обращено внимания на донесение такого-то о том-то?.. Вот такой донос поступил и на вас, и я должен был произвести обыск... Мы сами во власти доноса...— Короленко В. Г. Письма из Полтавы. IV. «Власть доноса». 7.08.1919
Горький выводит Познанского в небольшом рассказе «Музыка» (Musica), написанном в 1913 году на Капри, а более подробно вспоминает про общение с ним в 1889 году в очерке «Время Короленко» (1923 год):

Генерал, - грузный, в серой тужурке с оторванными пуговицами, в серых, замызганных штанах с лампасами. Его опухшее лицо в седых волосах, густо расписано багровыми жилками, мокрые, мутные глаза смотрят печально, устало. Он показался мне заброшенным, жалким, но - симпатичным, напомнив породистого пса, которому от старости тяжело и скучно лаять.
Из книги речей А. Ф. Кони я знал тяжелую драму, пережитую этим генералом, знал, что дочь его - талантливая пианистка, а сам он - морфинист. Он был организатором и председателем "Технического Общества" в Нижнем, оспаривал, на заседаниях этого общества, значение кустарных промыслов и - открыл на главной улице города магазин для продажи кустарных изделий губернии; он посылал в Петербург доносы на земцев, Короленко и на губернатора Баранова, который сам любил писать доносы.
Все вокруг генерала было неряшливо: на кожаном диване, за спиною его, валялось измятое постельное белье, из-под дивана выглядывал грязный сапог и кусок алебастра весом пуда в два. На косяках окон в клетках прыгали чижы, щеглята, снигири, большой стол в углу кабинета загроможден физическими аппаратами, предо мной на столе лежала толстая книга на французском языке "Теория электричества" и томик Сеченова "Рефлексы головного мозга".
Старик непрерывно курил коротенькие толстые папиросы и обильный дым их неприятно тревожил меня, внушая смешную мысль, что табак напитан морфием.

— Какой вы революционер? - брюзгливо говорил он. - Вы - не еврей, не поляк. Вот, - вы пишете, ну, что же? Вот, когда я выпущу вас, - покажите ваши рукописи Короленко, - знакомы с ним? Нет? Это - серьезный писатель, не хуже Тургенева...
В ходе допроса выяснилось, что Познанский, как и многие армейские офицеры, направленные в жандармский корпус, явно тяготился своей работой, и его увлечениями были ловля птиц и коллекционирование памятных медалей, о которых он с увлечением рассказывал задержанному.

...Лет через десять после забавного знакомства с генералом, я, арестованный, сидел в Нижегородском жандармском управлении, ожидая допроса. Ко мне подошел молодой адъютант и спросил:
— Вы помните генерала Познанского? - Это мой отец. Он умер, в Томске. Он очень интересовался вашей судьбой, - следил за вашими успехами в литературе и, нередко, говорил, что он первый почувствовал ваш талант. Не задолго до смерти он просил меня передать вам медали, которые нравились вам, - конечно, если вы пожелаете взять их...

Я был искренне тронут. Выйдя из тюрьмы, взял медали и отдал их в Нижегородский музей.

## Семья
Жена: Александра N
Дочь генерала Познанского Надежда (1867—?) была женой генерала от инфантерии А. Е. Эверта, командующего войсками Западного фронта в Первую мировую войну. Благодаря ее мемуарам удалось установить дату и обстоятельства убийства генерала Эверта чекистами. В 1920-е годы эмигрировала в Чехословакию
Второй сын Познанского Михаил (1871—1919?) был жандармским полковником. По-видимому, погиб во время Гражданской войны.